# Ulica Popioły w Łodzi
Ulica Popioły w Łodzi – łódzka ulica znajdująca się na terenie obszaru SIM Ruda Pabianicka w dzielnicy Górna, o długości ok. 1,9 km, krzyżująca się z 9 ulicami, posiadająca status drogi gminnej.

## Nazewnictwo
Przed II wojną światową ulica znajdowała się w osobnym mieście, Rudzie Pabianickiej i nosiła nazwę Żeromskiego. W czasie okupacji ulica nazywała się Dornroeschen Strasse. W 1945 przywrócono stan sprzed wojny. Po włączeniu Rudy do Łodzi w 1946 pojawiła się konieczność zmiany nazwy ulicy, ponieważ w Łodzi istniała już ulica Żeromskiego. Wybór padł na tytuł powieści pisarza - "Popioły", w ten sposób nawiązując do dotychczasowego patrona ulicy.

## Charakterystyka
Ulica w większej części przebiega przez Las Ruda-Popioły, któremu udzieliła nazwy. Pokryta jest nawierzchnią bitumiczną, bardzo zużytą, w szczególności w lesie. Wzdłuż ulicy znajduje się kilka dawnych domów letniskowych z przełomu XIX i XX wieku. Obecnie pozostają bądź w rękach prywatnych, bądź pod administracją miasta. Kiedyś przy ulicy Popioły funkcjonowała pętla tramwajowa, na którą dojeżdżała linia 18. W roku 1996 zlikwidowano pętlę (ostatni kurs 23 lipca), a do dziś można spotkać gdzieniegdzie kawałki torów.
Przy ul. Popioły 40 znajduje się Ośrodek Wczesnej Rehabilitacji Kardiologicznej.

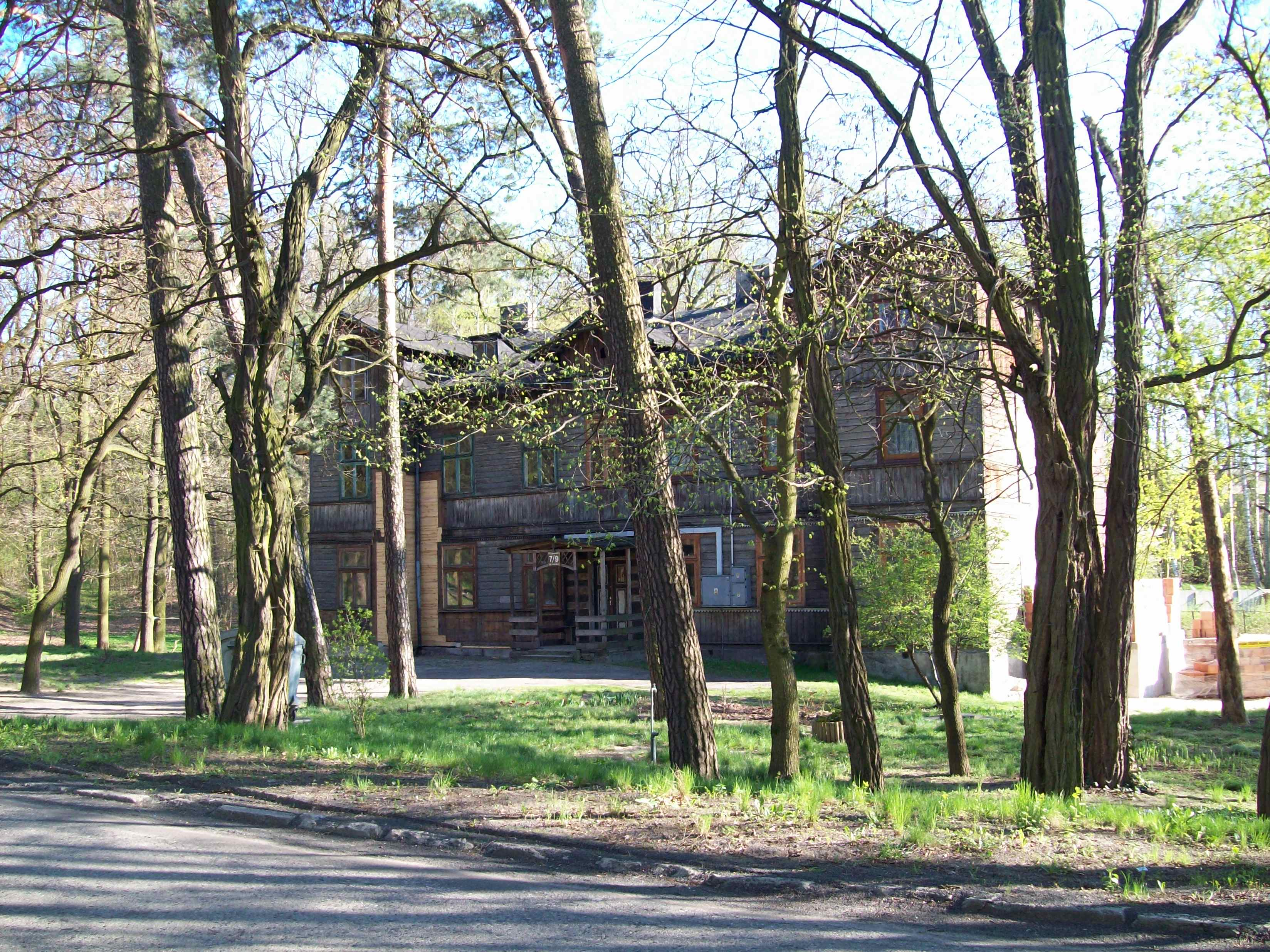
Dawna fabrykancka willa letniskowa pod numerem 7/9
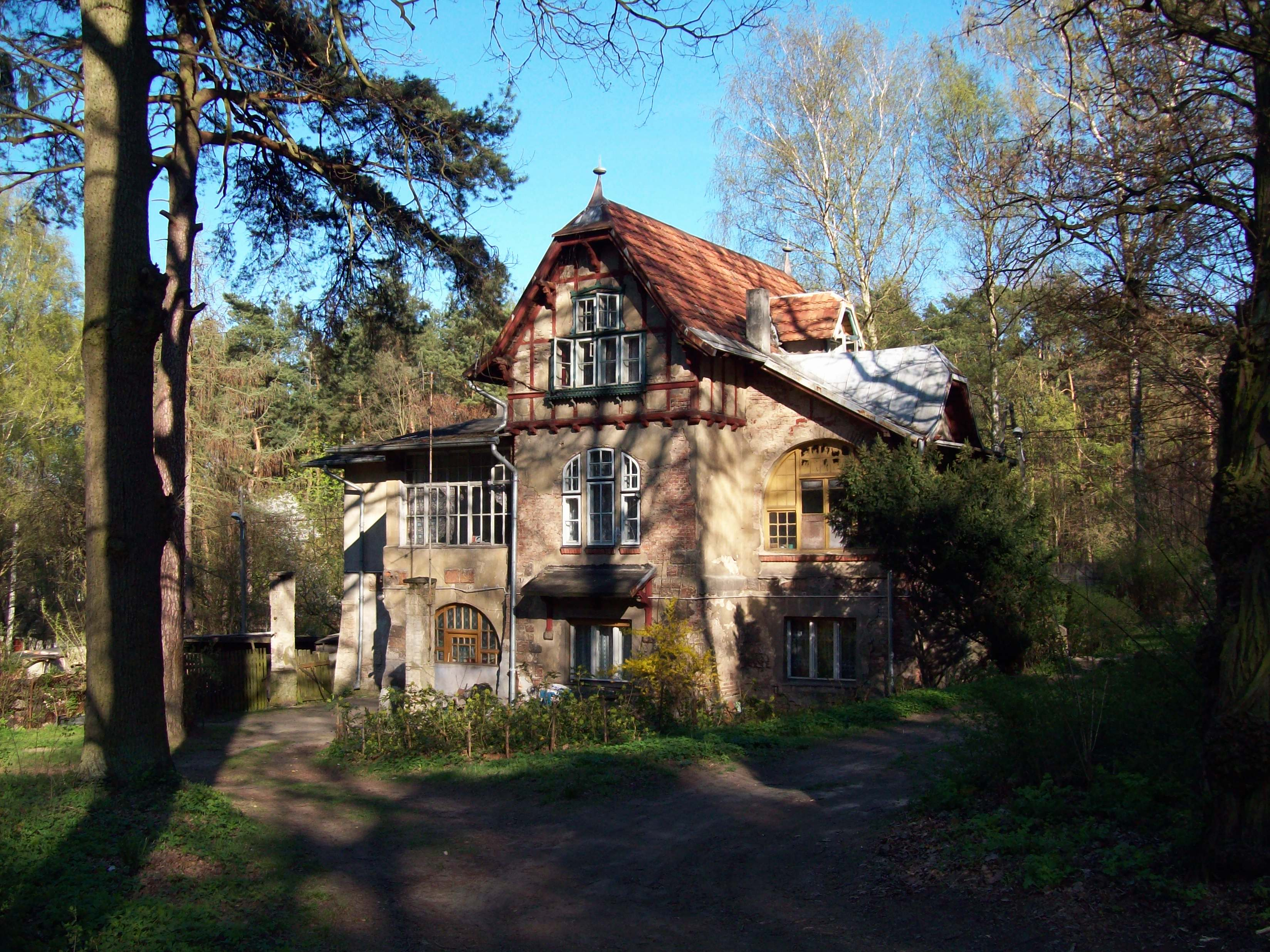
Dawna fabrykancka willa letniskowa
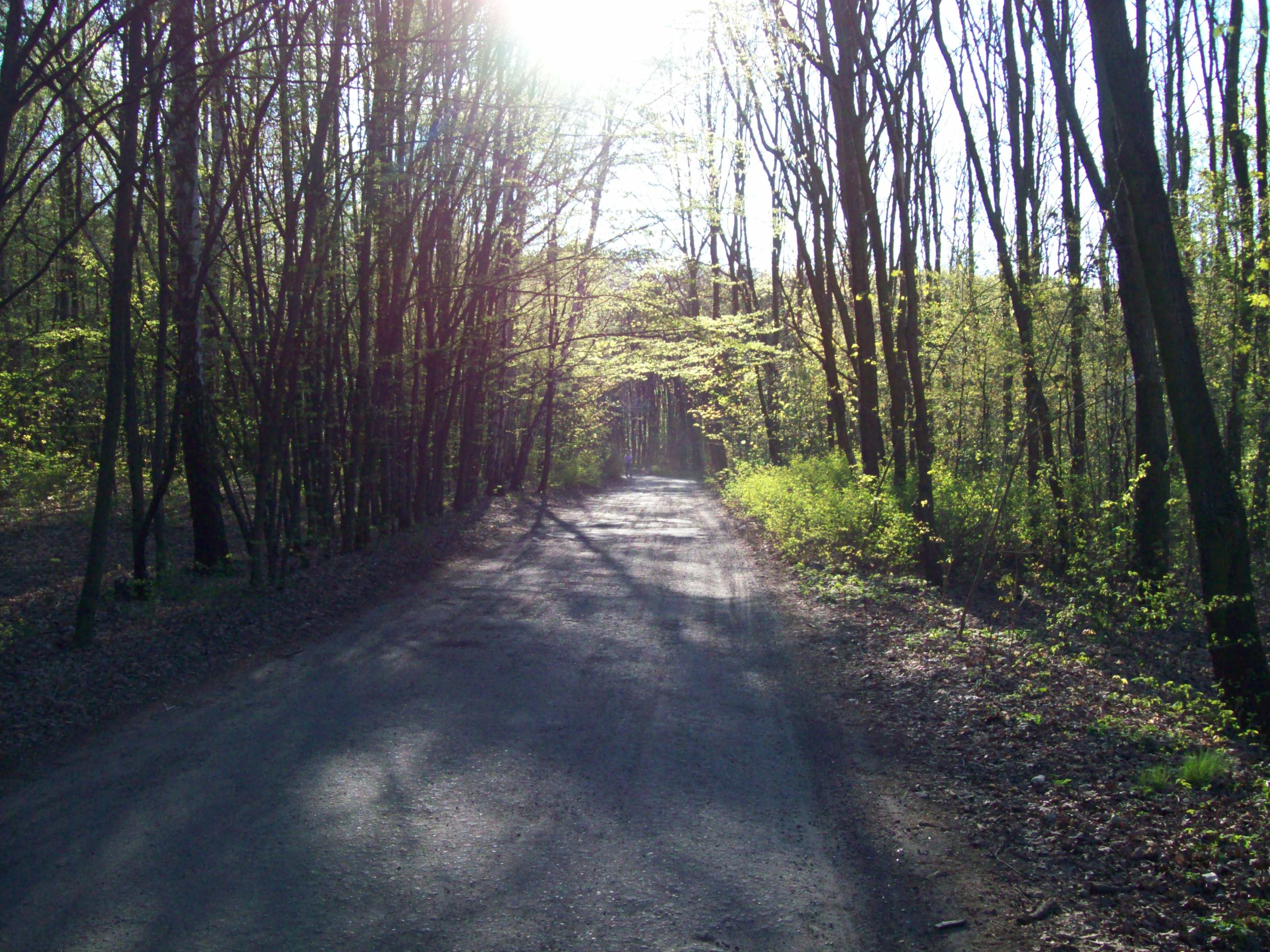
Ulica Popioły od strony Wiekowej. Po obu stronach widoczny Las Ruda-Popioły
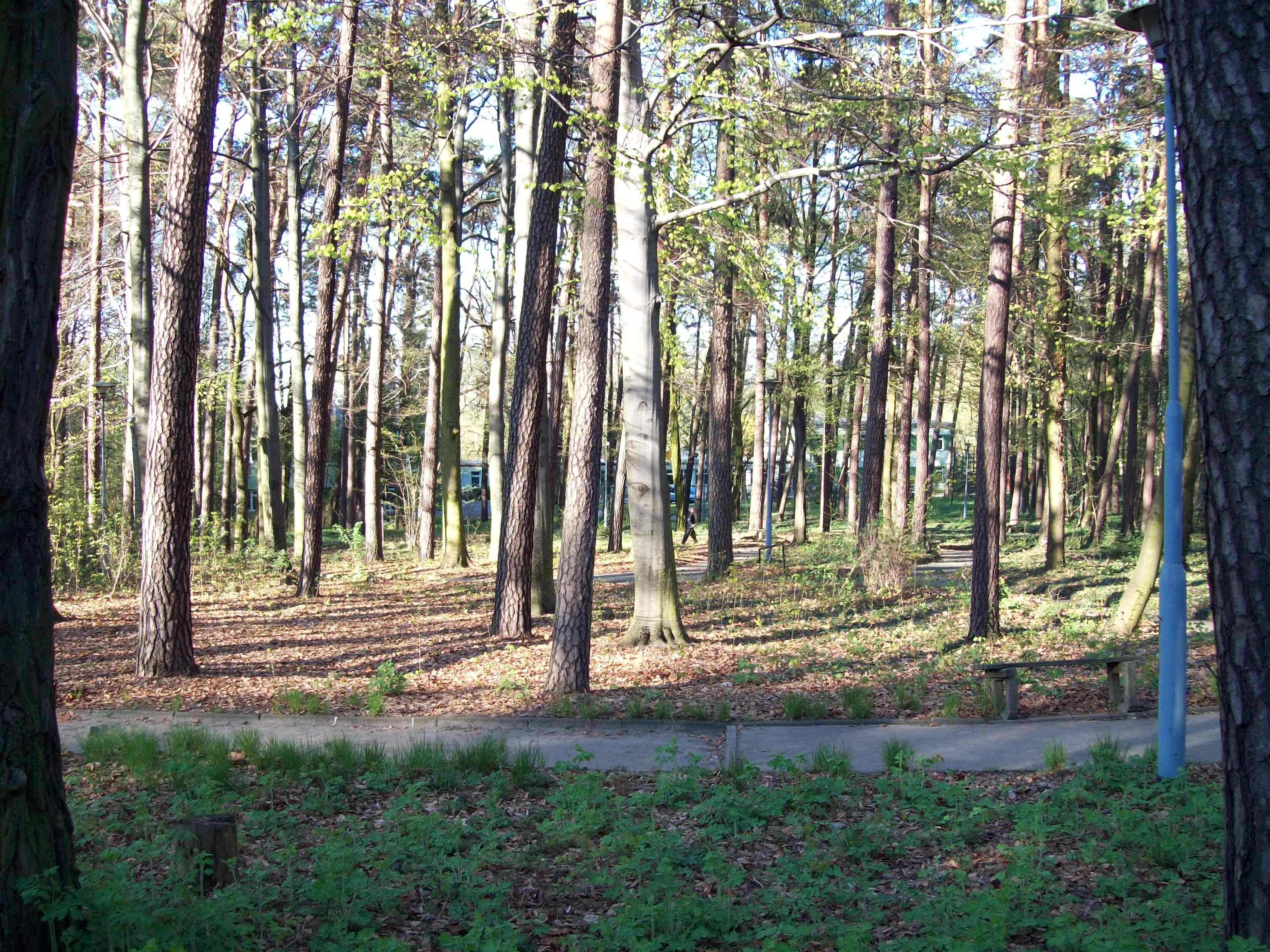
Ośrodek Rehabilitacji Kardiologicznej na Rudzie pod nr. 40, widoczny pomiędzy drzewami
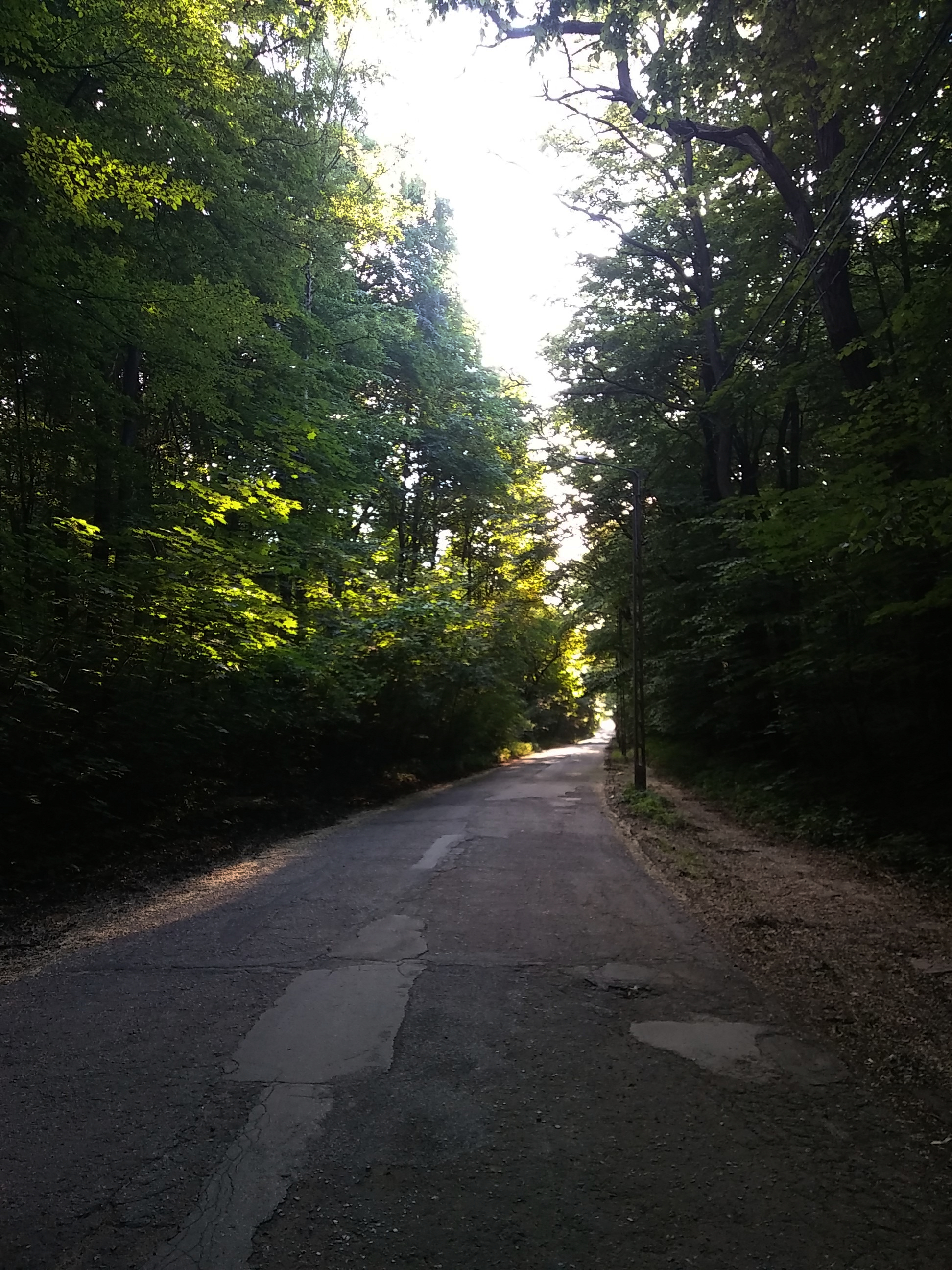
Ulica Popioły w okolicach skrzyżowania z ulicą Wejherowską